# Grant Speirs
Grant Speirs es un deportista sudafricano que compitió en judo. Ganó una medalla de bronce en el Campeonato Africano de Judo de 1996, en la categoría de –71 kg.

## Palmarés internacional
| Campeonato Africano | Campeonato Africano   | Campeonato Africano | Campeonato Africano |
| Año                 | Lugar                 | Medalla             | Categoría           |
| ------------------- | --------------------- | ------------------- | ------------------- |
| 1996                | Sudáfrica (Sudáfrica) | Medalla de bronce   | –71 kg              |